# Feng Menglong
Pour les articles homonymes, voir Feng.
Dans ce nom, le nom de famille, Feng, précède le nom personnel.
Feng Menglong (en chinois traditionnel 馮夢龍 ; en chinois simplifié : 冯夢龙) nom social Youlong et Eryou, surnom Longziyou et Mohanzhai zhuren), né en 1574 à Changzhou (actuelle Suzhou), mort en 1645, est un écrivain chinois de la dynastie des Ming. Il a édité des pièces de théâtre et des chansons populaires, mais son œuvre la plus connue est trois recueils de récits en langue parlée, intitulés Trois propos (三言).

## Biographie
Ce n'est qu'à l'âge de cinquante-huit ans que Feng Menglong obtient un titre mineur de gongsheng, ayant auparavant toujours échoué à obtenir un doctorat aux examens impériaux. C'est ce qui lui permet d'avoir un poste subalterne à Dantu, avant d'être préfet de Shouning de 1634 à 1638. Il reste fidèle à la dynastie Ming après l'invasion de la Chine par les Mandchous.
Si sa carrière de fonctionnaire est restée médiocre, Feng Menglong a au contraire accompli une brillante carrière littéraire. Il s'est intéressé avant tout à la littérature populaire, qu'il mettait au-dessus des Classiques. Il est l'auteur d'une cinquantaine d'ouvrages, tous consacrés à cette littérature populaire, pour laquelle il s'est montré au moins autant « éditeur » qu'auteur. Son activité a touché aux chansons, aux ballades, aux huaben, aux contes, aux nouvelles, aux anecdotes, aux histoires drôles... Des trésors de la littérature populaire, présentés et réécrits par Feng Menglong, ont ainsi pu être conservés. Son contemporain Ling Mengchu (1580-1644) peut lui être comparé dans ce domaine.

## Œuvre

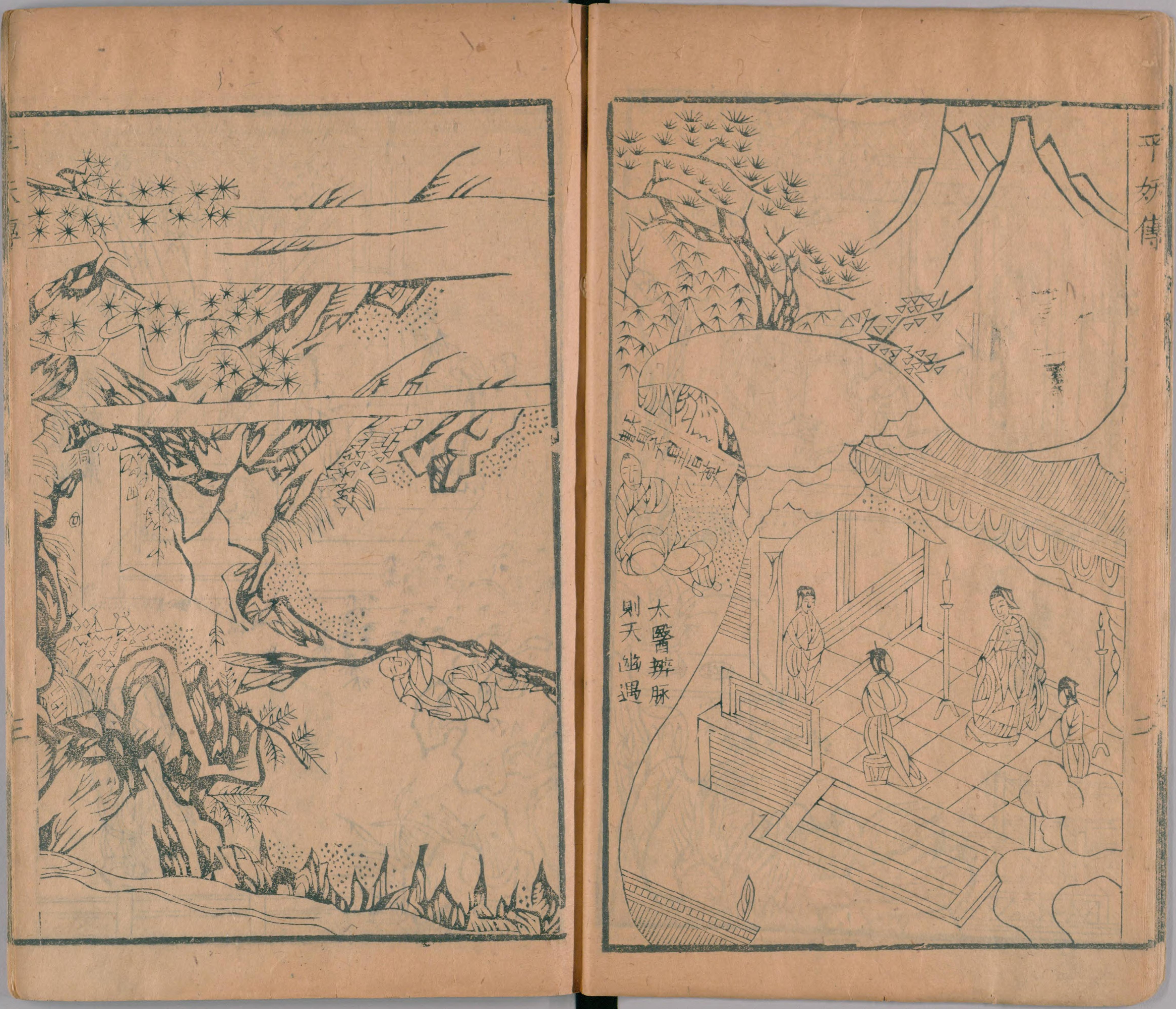
Le Pingyao zhuan, réimpression de 1812. Bibliothèque nationale de la Diète, Japon.

Parmi la cinquantaine d'ouvrages de Feng Menglong, les plus importants sont deux recueils de chansons populaires, Shange (Chants du terroir) et Guazhi'er, un recueil de pièces d'opéra, Mohanzhai shizhong (Dix Titres du cabinet du fou d'encre) ; pour les romans et nouvelles : une Chronique des Zhou orientaux (Dong Zhou lieguozhi), La Révolte des sorciers matée (Pingyao zhuan, 1620), réécriture et amplification d'un roman plus ancien attribué à Luo Guanzhong ; plusieurs volumes de « notes au fil du pinceau (zh) » (biji), essais, récits, tels le Qing shi (Histoire du sentiment amoureux), un recueil d'environ huit cent soixante-dix anecdotes, le Tangai (Thèmes de conversation), le Xiaofu (Trésor comique) ou le Zhinang (La Besace de sapience), un recueil de plus de mille anecdotes.
Mais le chef-d'œuvre de Feng Menglong est un ensemble de trois volumes en langue parlée (baihua),  appelés les San Yan (Trois Propos) : Propos éclairant pour édifier le monde (Yushi mingyan, 1620), Propos pénétrants pour avertir le monde (Jingshi tongyan, 1625) et Propos éternels pour avertir le monde (Xingshi hengyan). Chaque volume contient quarante huaben. L'ensemble est, selon Jacques Dars l'« un des joyaux de la littérature chinoise ».

## Traductions
- Vincent Durand-Dastès, « Tao Fu et Feng Menglong : "Le joyau des cœurs pétrifiés" (Xin jian jinshi) et autres métamorphoses », Impressions d'Extrême-Orient, 2014, numéro 4 [lire en ligne]